# Sonia Cox
Sonia Cox (* 25. Dezember 1936; † 2001) war eine neuseeländische Badmintonspielerin.

## Karriere
Sonia Cox bestimmte ein Jahrzehnt lang das nationale Niveau im neuseeländischen Damenbadminton. Von 1953 bis 1960 gewann sie 14 nationale Titel. 1961 siegte sie bei den German Open im Damendoppel mit Judy Hashman und wurde Zweite im Dameneinzel. Bei den All England stand sie Ende der 1960er Jahre zweimal im Halbfinale. Bis in die 1980er lebte sie dann auch in England. Sie starb 2001 in Neuseeland.

## Sportliche Erfolge
| Saison | Veranstaltung                     | Disziplin   | Platz | Name                           |
| ------ | --------------------------------- | ----------- | ----- | ------------------------------ |
| 1953   | Neuseeland: Einzelmeisterschaften | Damendoppel | 1     | N. M. Fleming / S. Cox         |
| 1953   | Neuseeland: Einzelmeisterschaften | Dameneinzel | 1     | Sonia Cox                      |
| 1954   | Neuseeland: Einzelmeisterschaften | Dameneinzel | 1     | Sonia Cox                      |
| 1955   | Neuseeland: Einzelmeisterschaften | Damendoppel | 1     | Heather Robson / Sonia Cox     |
| 1955   | Neuseeland: Einzelmeisterschaften | Dameneinzel | 1     | Sonia Cox                      |
| 1956   | Neuseeland: Einzelmeisterschaften | Damendoppel | 1     | N. M. Fleming / S. Cox         |
| 1956   | Neuseeland: Einzelmeisterschaften | Dameneinzel | 1     | Sonia Cox                      |
| 1956   | Neuseeland: Einzelmeisterschaften | Mixed       | 1     | P. D. Skelt / S. Cox           |
| 1957   | Neuseeland: Einzelmeisterschaften | Damendoppel | 1     | N. M. Fleming / S. Cox         |
| 1957   | Neuseeland: Einzelmeisterschaften | Dameneinzel | 1     | Sonia Cox                      |
| 1957   | Neuseeland: Einzelmeisterschaften | Mixed       | 1     | N. R. Thompson / S. Cox        |
| 1959   | Neuseeland: Einzelmeisterschaften | Mixed       | 1     | N. R. Thompson / S. Cox        |
| 1960   | Neuseeland: Einzelmeisterschaften | Dameneinzel | 1     | Sonia Cox                      |
| 1960   | Neuseeland: Einzelmeisterschaften | Damendoppel | 1     | Sonia Cox / Elizabeth M. Meyer |
| 1961   | German Open                       | Dameneinzel | 2     | Sonia Cox                      |
| 1961   | German Open                       | Damendoppel | 1     | Judy Hashman / Sonia Cox       |